# Joan Pennington
Joan Pennington (1960) è un'ex nuotatrice statunitense.

## Carriera
Specializzata nella farfalla e nei misti, è stata campionesse del mondo nel 1978 a Berlino dove trionfò nei 100m farfalla e nella staffetta 4x100m misti.

## Palmarès
- Mondiali

Berlino 1978: oro nei 100m farfalla, nella staffetta 4x100m misti e argento nei 200m farfalla.
- Giochi Panamericani

Caracas: argento nei 100m dorso.